# Campionatul European de Atletism din 1978
A 12-a ediție a Campionatului European de Atletism s-a desfășurat între 29 august și 3 septembrie 1978 la Praga, Cehoslovacia. Au participat 844 de sportivi din 29 de țări.

## Stadion
Probele au avut loc pe Stadionul Evžena Rošického din Praga. Acesta a fost construit în anul 1935.

## Rezultate
RM - record mondial; RC - record al competiției; RE - record european; RN - record național; PB - cea mai bună performanță a carierei

### Masculin
| Probă sportivă       | Aur                                                                    | Aur            | Argint                                                                             | Argint    | Bronz                                                                                         | Bronz       |
| 100 m                | Pietro Mennea (ITA)                                                    | 10,27          | Eugen Ray (GDR)                                                                    | 10,36     | Vladimir Ignatenko (URS)                                                                      | 10,37       |
| 200 m                | Pietro Mennea (ITA)                                                    | 20,16 RC       | Olaf Prenzler (GDR)                                                                | 20,61     | Peter Muster (SUI)                                                                            | 20,64       |
| 400 m                | Franz-Peter Hofmeister (FRG)                                           | 45,73          | Karel Kolář (TCH)                                                                  | 45,77 RN  | Francis Demarthon (FRA)                                                                       | 45,97       |
| 800 m                | Olaf Beyer (GDR)                                                       | 1:43,84 RC     | Steve Ovett (GBR)                                                                  | 1:44,09   | Sebastian Coe (GBR)                                                                           | 1:44,76     |
| 1500 m               | Steve Ovett (GBR)                                                      | 3:35,59 RC     | Eamonn Coghlan (IRL)                                                               | 3:36,57   | David Moorcroft (GBR)                                                                         | 3:36,70     |
| 5000 m               | Venanzio Ortis (ITA)                                                   | 13:28,57       | Markus Ryffel (SUI) · Aleksandr Fedotkin (URS)                                     | 13:28,66  |                                                                                               |             |
| 10 000 m             | Martti Vainio (FIN)                                                    | 27:30,99 RC RN | Venanzio Ortis (ITA)                                                               | 27:31,48  | Aleksandras Antipovas (URS)                                                                   | 27:31,50 RN |
| Maraton              | Leonid Moseev (URS)                                                    | 2:11:57,5 RC   | Nikolai Penzin (URS)                                                               | 2:11:59,0 | Karel Lismont (BEL)                                                                           | 2:12:07,7   |
| 110 m garduri        | Thomas Munkelt (GDR)                                                   | 13,54          | Jan Pusty (POL)                                                                    | 13,55     | Arto Bryggare (FIN)                                                                           | 13,56       |
| 400 m garduri        | Harald Schmid (FRG)                                                    | 48,51 RC       | Dmitri Stukalov (URS)                                                              | 49,72     | Vasili Arhipenko (URS)                                                                        | 49,77       |
| 3000 m obstacole     | Bronisław Malinowski (POL)                                             | 8:15,08        | Patriz Ilg (FRG)                                                                   | 8:16,92   | Ismo Toukonen (FIN)                                                                           | 8:18,29     |
| 20 km marș           | Roland Wieser (GDR)                                                    | 1:23:11,5 RC   | Piotr Pocinciuk (URS)                                                              | 1:23:43,0 | Anatoli Solomin (URS)                                                                         | 1:24:11,5   |
| 50 km marș           | Jorge Llopart (ESP)                                                    | 3:53:29,9 RC   | Veniamin Soldatenko (URS)                                                          | 3:55:12,1 | Jan Ornoch (POL)                                                                              | 3:55:15,9   |
| Ștafetă 4×100 m      | Polonia Zenon Nowosz Zenon Licznerski Leszek Dunecki Marian Woronin    | 38,58 RC       | Republica Democrată Germană Manfred Kokot Eugen Ray Olaf Prenzler Alexander Thieme | 38,78     | Uniunea Sovietică Serghei Vladimirțev Nikolai Kolesnikov Aleksandr Aksinin Vladimir Ignatenko | 38,82       |
| Ștafetă 4×400 m      | RFG Martin Weppler Franz-Peter Hofmeister Bernd Herrmann Harald Schmid | 3:02,03 RC     | Polonia Jerzy Włodarczyk Zbigniew Jaremski Cezary Łapiński Ryszard Podlas          | 3:03,62   | Cehoslovacia Josef Lomický František Brečka Miroslav Tulis Karel Kolář                        | 3:04,99     |
| Săritura în înălțime | Vladimir Iașcenko (URS)                                                | 2,30 m RC      | Aleksandr Grigoriev (URS)                                                          | 2,28 m    | Rolf Beilschmidt (GDR)                                                                        | 2,28 m      |
| Săritura cu prăjina  | Vladimir Trofimenko (URS)                                              | 5,55 m RC      | Antti Kalliomäki (FIN)                                                             | 5,50 m    | Rauli Pudas (FIN)                                                                             | 5,45 m      |
| Săritura în lungime  | Jacques Rousseau (FRA)                                                 | 8,18 m RC      | Nenad Stekić (YUG)                                                                 | 8,12 m    | Vladimir Țepeliov (URS)                                                                       | 8,01 m      |
| Triplusalt           | Miloš Srejović (YUG)                                                   | 16,94 m        | Viktor Saneev (URS)                                                                | 16,93 m   | Anatoli Piskulin (URS)                                                                        | 16,87 m     |
| Aruncarea greutății  | Udo Beyer (GDR)                                                        | 21,08 m RC     | Aleksandr Barâșnikov (URS)                                                         | 20,68 m   | Wolfgang Schmidt (GDR)                                                                        | 20,30 m     |
| Aruncarea discului   | Wolfgang Schmidt (GDR)                                                 | 66,82 m        | Markku Tuokko (FIN)                                                                | 64,90 m   | Imrich Bugár (TCH)                                                                            | 64,66 m     |
| Aruncarea suliței    | Michael Wessing (FRG)                                                  | 89,12 m        | Nikolai Grebnev (URS)                                                              | 87,82 m   | Wolfgang Hanisch (GDR)                                                                        | 87,66 m     |
| Aruncarea ciocanului | Iuri Sedâh (URS)                                                       | 77,28 m RC     | Roland Steuk (GDR)                                                                 | 77,24 m   | Karl-Hans Riehm (FRG)                                                                         | 77,02 m     |
| Decatlon             | Aleksandr Grebeniuk (URS)                                              | 8340 RC        | Daley Thompson (GBR)                                                               | 8289      | Siegfried Stark (GDR)                                                                         | 8208        |

### Feminin
| Probă sportivă       | Aur                                                                                          | Aur           | Argint                                                                                  | Argint     | Bronz                                                                                | Bronz      |
| 100 m                | Marlies Göhr (GDR)                                                                           | 11,13 =RC     | Linda Haglund (SWE)                                                                     | 11,29      | Liudmila Maslakova (URS)                                                             | 11,31      |
| 200 m                | Liudmila Kondratieva (URS)                                                                   | 22,52         | Marlies Göhr (GDR)                                                                      | 22,53      | Carla Bodendorf (GDR)                                                                | 22,64      |
| 400 m                | Marita Koch (GDR)                                                                            | 48,94 RM      | Christina Brehmer (GDR)                                                                 | 50,38      | Irena Szewińska (POL)                                                                | 50,40      |
| 800 m                | Tatiana Providohina (URS)                                                                    | 1:55,80 =RC   | Nadejda Mușta (URS)                                                                     | 1:55,82    | Zoia Righel (URS)                                                                    | 1:56,57    |
| 1500 m               | Ghiana Romanova (URS)                                                                        | 3:59,01 RC    | Natalia Mărășescu (ROU)                                                                 | 3:59,77    | Totka Petrova (BUL)                                                                  | 4:00,15 RN |
| 3000 m               | Svetlana Ulmasova (URS)                                                                      | 8:33,16 RC    | Natalia Mărășescu (ROU)                                                                 | 8:33,53 RN | Grete Waitz (NOR)                                                                    | 8:34,33    |
| 100 m garduri        | Johanna Klier (GDR)                                                                          | 12,62         | Tatiana Anisimova (URS)                                                                 | 12,67      | Gudrun Berend (GDR)                                                                  | 12,73      |
| 400 m garduri        | Tatiana Zelențova (URS)                                                                      | 54,89         | Silvia Hollmann (FRG)                                                                   | 55,14 RN   | Karin Roßley (GDR)                                                                   | 55,36 RN   |
| Ștafetă 4×100 m      | Uniunea Sovietică Vera Anisimova Liudmila Maslakova Liudmila Kondratieva Liudmila Storojkova | 42,54         | Regatul Unit Beverley Goddard Kathy Smallwood Sharon Colyear Sonia Lannaman             | 42,72      | Republica Democrată Germană Johanna Klier Monika Hamann Carla Bodendorf Marlies Göhr | 43,07      |
| Ștafetă 4×400 m      | Republica Democrată Germană Christiane Marquardt Barbara Krug Christina Brehmer Marita Koch  | 3:21,20 RC    | Uniunea Sovietică Teteana Prorocenko Nadejda Mușta Tatiana Providohina Maria Kulciunova | 3:22,53    | Polonia Małgorzata Grajewska Krystyna Kacperczyk Genowefa Błaszak Irena Szewińska    | 3:26,76    |
| Săritura în înălțime | Sara Simeoni (ITA)                                                                           | 2,01 m RM     | Rosemarie Ackermann (GDR)                                                               | 1,99 m     | Brigitte Holzapfel (FRG)                                                             | 1,95 m     |
| Săritura în lungime  | Vilma Bardauskienė (URS)                                                                     | 6,88 m        | Angela Voigt (GDR)                                                                      | 6,79 m     | Jarmila Nygrýnová (TCH)                                                              | 6,69 m     |
| Aruncarea greutății  | Ilona Slupianek (GDR)                                                                        | 21,41 m RC    | Helena Fibingerová (TCH)                                                                | 20,86 m    | Margitta Droese (GDR)                                                                | 20,58 m    |
| Aruncarea discului   | Evelin Jahl (GDR)                                                                            | 66,98 m       | Margitta Droese (GDR)                                                                   | 64,04 m    | Natalia Gorbaciova (URS)                                                             | 63,58 m    |
| Aruncarea suliței    | Ruth Fuchs (GDR)                                                                             | 69,16 m RC RE | Tessa Sanderson (GBR)                                                                   | 62,40 m    | Ute Hommola (GDR)                                                                    | 62,32 m    |
| Pentatlon            | Margit Papp (HUN)                                                                            | 4655          | Burglinde Pollak (GDR)                                                                  | 4600       | Kristine Nitzsche (GDR)                                                              | 4599       |

## Clasament pe medalii
| Loc   | Țară                        | Aur | Argint | Bronz | Total |
| ----- | --------------------------- | --- | ------ | ----- | ----- |
| 1     | Uniunea Sovietică           | 12  | 12     | 10    | 34    |
| 2     | Republica Democrată Germană | 12  | 10     | 11    | 33    |
| 3     | RFG                         | 4   | 2      | 2     | 8     |
| 4     | Italia                      | 4   | 1      | 0     | 5     |
| 5     | Polonia                     | 2   | 2      | 3     | 7     |
| 6     | Regatul Unit                | 1   | 4      | 2     | 7     |
| 7     | Finlanda                    | 1   | 2      | 3     | 6     |
| 8     | Iugoslavia                  | 1   | 1      | 0     | 2     |
| 9     | Franța                      | 1   | 0      | 1     | 2     |
| 10    | Ungaria                     | 1   | 0      | 0     | 1     |
| 10    | Spania                      | 1   | 0      | 0     | 1     |
| 12    | Cehoslovacia                | 0   | 2      | 3     | 5     |
| 13    | România                     | 0   | 2      | 0     | 2     |
| 14    | Elveția                     | 0   | 1      | 1     | 2     |
| 15    | Irlanda                     | 0   | 1      | 0     | 1     |
| 15    | Suedia                      | 0   | 1      | 0     | 1     |
| 17    | Belgia                      | 0   | 0      | 1     | 1     |
| 17    | Bulgaria                    | 0   | 0      | 1     | 1     |
| 17    | Norvegia                    | 0   | 0      | 1     | 1     |
| Total | Total                       | 40  | 41     | 39    | 120   |

## Participarea României la campionat
24 de atleți au reprezentat România.
- Natalia Mărășescu – 1500 m - locul 2 – 3000 m - locul 2
- Maricica Puică – 1500 m - locul 11 – 3000 m - locul 4
- Ilie Floroiu – 5000 m - locul 5 – 10 000 m - locul 7
- Cătălin Andreica – 10 000 m - locul 13 – maraton - locul 5
- Paul Copu – 10 000 m - NT – 3000 m obstacole - locul 5
- Gina Panait – lungime - locul 5
- Éva Ráduly-Zörgő – suliță - locul 5
- Vasile Bichea – 3000 m obstacole - locul 6
- Mariana Suman – 800 m - locul 10 – 4x400 m - locul 7
- Elena Tărîță – 800 m - locul 12 – 4x400 m - locul 7
- Doina Bădescu – 400 m garduri - locul 21 – 4x400 m - locul 7
- Maria Samungi – 4x400 m - locul 7
- Horia Toboc – 400 m garduri - locul 8
- Fița Lovin – 800 m - locul 8
- Mihaela Loghin – greutate - locul 8
- Argentina Menis – disc - locul 9
- Doina Anton – lungime - locul 10
- Dan Betini – 3000 m obstacole - locul 14
- Carol Corbu – triplusalt - locul 14
- Gabriela Ionescu – pentatlon - locul 15
- Cornelia Popa – înălțime - locul 17
- Sandra Vlad – lungime - locul 17
- Tudorel Pîrvu – suliță - locul 21
- Cornel Patusinschi – 50 km marș - locul 22